# Carex fimbriata
Carex fimbriata là một loài thực vật có hoa trong họ Cói. Loài này được Schkuhr mô tả khoa học đầu tiên năm 1806.